# 急式裕美
急式 裕美（きゅうしき ひろみ、1978年12月29日 - ）は、札幌テレビ放送のアナウンサー、解説委員。
埼玉県川越市出身。学習院大学法学部卒業。身長162cm、血液型はO型

## 略歴・人物
- 2001年アナウンサーとして入社。（同期入社は岡崎和久、日下部愛。）
- 2015年3月、第36回NNSアナウンス大賞でテレビ部門大賞を受賞[1]。
- 2020年8月より報道部記者に異動。
- 2025年7月、アナウンス部に帰任。報道局解説委員及びSDGs推進室とも兼務する[2]。

## 出演番組

### テレビ
- STVニュース
- どさんこワイド!!朝! (2024年10月3日-)

### YouTube配信
- Weサーチ北海道

## 過去の出演番組

### テレビ
- おしえて!北のなるほ堂
- 朝6生ワイド（2007年10月1日 - 2009年3月27日）
- 情報ライブ ミヤネ屋（読売テレビ、2016年9月12日）- MCの林マオが夏休みのため、1日限りのMCでスタジオ出演。
- シアターS
- 1×8いこうよ! - ナレーター
- どさんこワイド

### ラジオ（STVラジオ）
- 乙女ぷりぷり!
- ときめきワイド「みのや雅彦の午後もトコトン」
- オハヨー!ほっかいどう
- GO!GO!サンデー（2018年10月 - 2019年3月、2019年10月 - 2020年3月の毎週日曜午後放送）

### YouTube配信
- We LIVE